# Джордж Майкъл
Джордж Майкъл (на английски: George Michael) е британски поп певец, автор на песни, продуцент и филантроп от гръцки произход, продал 115 милиона записа по целия свят, като само в соловата си кариера е продал около 85 милиона записа.

## Биография
Рожденото му име е Йоргос Кириакос Панайоту (Γιώργος-Κυριάκος Παναγιώτου). Роден е на 25 юни 1963 г. Баща му Кириакос Панайоту е ресторантьор, който се премества в Обединеното кралство през 1950 г. Майка му Лесли Анголд Харисън е английска танцьорка. Тя умира от рак през 1997 г.
Певецът дебютира в началото на 80-те години, като сформира дуета „Уам!“ („Wham!“) заедно с най-добрия си приятел Андрю Риджли. Двамата записват поредица от мегахитове като: „Wake Me Up Before You Go-Go“, „Freedom“, „Last Christmas“, „Wham Rap!“ и много други. Групата е продала 30 милиона записа по целия свят. Дуетът се разпада през 1986 г. и Джордж започва соло кариера.
На 30 октомври 1987 г. е издаден албумът „Faith“. В албума са включени суперхитове като: „Faith“, „Father Figure“, „I Want Your Sex“, „Monkey“ и други. Джордж Майкъл взима участие в концерта в памет на легендарния музикант Фреди Меркюри. Според Брайън Мей изпълнението на Джордж е било едно от най-добрите за целия концерт.
Сред другите му известни песни са: „Careless Whisper“, „Faith“, „I Want Your Sex“, „Freedom '90“ и дуетът с Елтън Джон „Don't Let The Sun Go Down On Me“.
На 13 май 1996 г. е издаден албумът „Older“, в който са включени хитовете: „Jesus To A Child“, „Older“, „Fast Love“.
Джордж Майкъл обявява открито своята хомосексуалност през 1998 г., след инцидент в обществена тоалетна. На 9 ноември същата година британският певец издава сборен албум със своите най-големи хитове. Името на албума е: „Ladies & Gentlemen: The Best of George Michael“.
На 6 декември 1999 г. е издаден албумът „Songs From The Last Century“, в който са включени песните: „Secret Love“, „Miss Sarajevo“, „Roxanne“ и други.
На 13 ноември 2006 г. е издаден юбилейния компилационен албум, посветен на 25 годишната му кариера – „Twenty Five“ (пуснат и в DVD версия), в който са включени песните: Careless Whisper, Wake Me Up Before You Go-Go, Fast Love, Freedom, Freedom'90, A Different Corner и други.
На 14 март 2014 г. е издаден последният албум на Джордж Майкъл, „Symphonica“. Сред песните в него са: „Through“, „One More Try“, „A Different Corner“, „Idol“ и други.
Умира в дома си на 25 декември 2016 г. от сърдечна недостатъчност, на 53 години.

## В България
На 28 май 2007 г. гостува за първи път в България, като на стадион „Локомотив“ изнася концерт, част от неговия „Twenty Five Tour“. Този концерт посвещава на българските медицински сестри, преследвани в съдебния процес в Либия.

## Политически ангажимент
Когато Маргарет Тачър е премиер-министър на Обединеното кралство през 1980-те години, Майкъл гласува за лейбъристите.
Пише „Застреляй кучетата“, песен, критична относно приятелските отношения между британското и американското правителство, по-специално между Тони Блеър и Джордж У. Буш, при участието им във войната в Ирак. Майкъл изразява своята загриженост относно липсата на обществено допитване във Великобритания по отношение на войната срещу тероризма.
През 2000 г. Майкъл се присъединява към Мелиса Етъридж, Гарт Брукс, Куин Латифа, Pet Shop Boys и К. Д. Ланг, като част от „Equality Rocks“ – концерт във Вашингтон, окръг Колумбия, в полза на кампанията за правата на човека.
На 17 юни 2008 г. Майкъл споделя, че е развълнуван от узаконяването на еднополовите бракове в Калифорния, като нарича решението „донякъде закъсняло“.

## Дискография

### Студийни албуми
- Faith (1987)
- Listen Without Prejudice Vol. 1 (1990)
- Older (1996)
- Songs from the Last Century (1999)
- Patience (2004)

### Компилации
- Ladies & Gentlemen: The Best of George Michael (1998)
- TwentyFive (2006)

### Live албуми
- Symphonica (2014)

### EP албуми
- Five Live (1993)

### Сингли

#### 1980-те
- Careless Whisper (1984)
- A Different Corner (1986)
- I Want Your Sex (1987)
- Faith (1987)
- Hard Day (1987)
- Father Figure (1988)
- One More Try (1988)
- Monkey (1988)
- Kissing a Fool (1988)

#### 1990-те
- Praying for Time (1990)
- Freedom! '90 (1990)
- Waiting for That Day (1990)
- Heal the Pain (1991)
- Mother's Pride (1991)
- Cowboys and Angels (1991)
- Soul Free (1991)
- Don't Let the Sun Go Down on Me (1991)
- Too Funky (1992)
- Somebody to Love (1993)
- Killer/Papa Was a Rollin' Stone (1993)
- Jesus to a Child (1996)
- Fastlove (1996)
- Spinning the Wheel (1996)
- Older/I Can't Make You Love Me (1997)
- Star People '97 (1997)
- You Have Been Loved/The Strangest Thing '97 (1997)
- Outside (1998)
- As (1999)

#### 2000-те
- Freeek! (2002)
- Shoot the Dog (2002)
- Amazing (2004)
- Flawless (Go to the City) (2004)
- Round Here (2004)
- John and Elvis Are Dead (2005)
- An Easier Affair" (2006)
- This Is Not Real Love (2007)
- Heal the Pain (2008)
- December Song (I Dreamed of Christmas) (2009)

#### 2010-те
- True Faith (2011)
- White Light/Song to the Siren (2012)
- Let Her Down Easy (2014)
- Going to a Town (2014)
- Feeling Good (2014)
- Fantasy (2017)

### Видео албуми
- Ladies & Gentlemen: The Best of George Michael (1999)
- Twenty Five (2006)
- Live in London (2009)

## Турнета
- Faith World Tour (1988 – 1989)
- Cover to Cover (1991)
- 25 Live (2006 – 2008)
- George Michael Live in Australia (2010)
- Symphonica Tour (2011 – 2012)